# Low melting point Thermo-plastic Propellant
Low melting point Thermo-plastic   Propellant(LTP) (低融点熱可塑性樹脂推進薬) とは、熱硬化性樹脂であるHTPBに代わって熱可塑性樹脂(LT)を用いた固体燃料ロケット推進薬である。

## 解説
一定時間(48時間程度)で硬化し再度の成形が不可能な熱硬化性樹脂に対し熱可塑性樹脂は加熱すれば軟化するのでより成形しやすくコスト削減につながると期待されている。
好きなように溶かし固められるチョコレートのようだとも形容される。
例えば、推進薬を充填し終わるまでの間だけ加熱し冷却ですぐに硬化させたり(今までは数日かかった)、亀裂を確認したら再度溶かし成型しなおしたり(今までは亀裂を確認したら捨てるしかなかった)、あらかじめ製造しておいたものを貯蔵する(今まではロケットを作るごとに製造プラントを稼働させる必要があり年数回の打ち上げだと稼働率は著しく低い)などが可能となると期待される。
JAXAと北海道の植松電機が共同研究しており、試作ロケット2号機(LTP-X-02)は高度1,000m、亜音速までの加速に成功した
。
組成はパラフィン、ナフテン系オイルが主体となっている。
ハイブリッドロケットへの利用も検討されている。